# Radkov (kraj południowoczeski)
Radkov – wieś i gmina w Czechach, w powiecie Tabor, w kraju południowoczeskim. Według danych z dnia 1 stycznia 2014 liczyła 164 mieszkańców.